# Ctenopelma ruficoxator
Ctenopelma ruficoxator är en stekelart som beskrevs av Aubert 1987. Ctenopelma ruficoxator ingår i släktet Ctenopelma och familjen brokparasitsteklar. Inga underarter finns listade i Catalogue of Life.